# 吳啟光
吳啟光 （英語：Larry Kwong 原名 Eng Kai Geong；1923年6月17日—2018年3月15日）是加拿大華裔職業冰球前鋒兼商人。 他在1948年成為北美洲國家冰球聯盟（NHL） 史上首名非白人球員，亦是第一個擁有亞洲血統的球員。他是打破冰球種族隔離的第一個球員。 

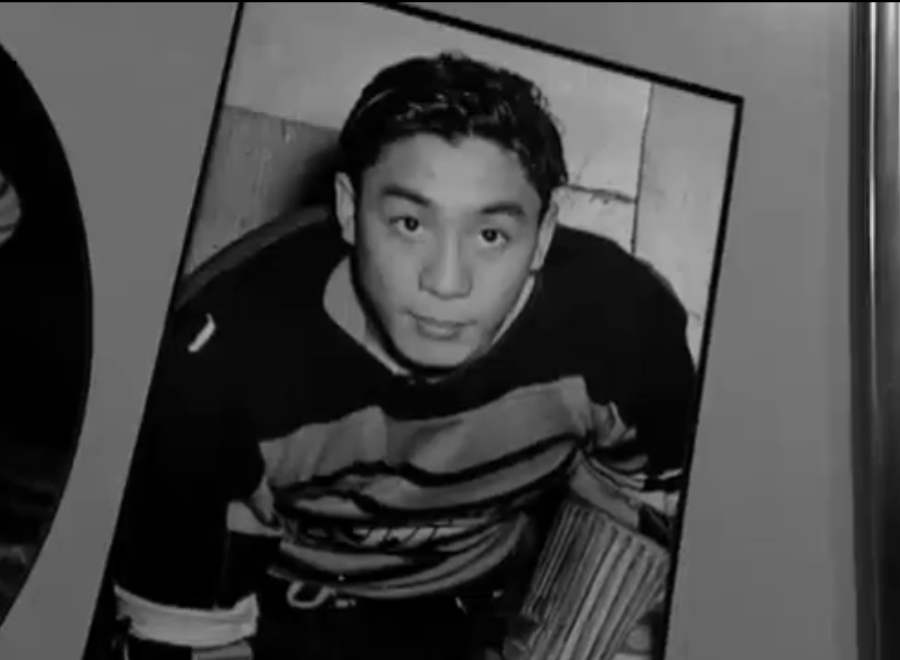
吳啟光

他祖籍廣東， 暱稱包括「China Clipper」（中國快艇）和「King Kwong」（金剛）。 
在2013年，吳啟光入選加拿大卑詩省（British Columbia）體育名人堂。